# Austrarcturella pictila
Austrarcturella pictila är en kräftdjursart som beskrevs av Gary C.B. Poore och Bardsley 1992. Austrarcturella pictila ingår i släktet Austrarcturella och familjen Austrarcturellidae. Inga underarter finns listade i Catalogue of Life.